# Motte von Ardscull

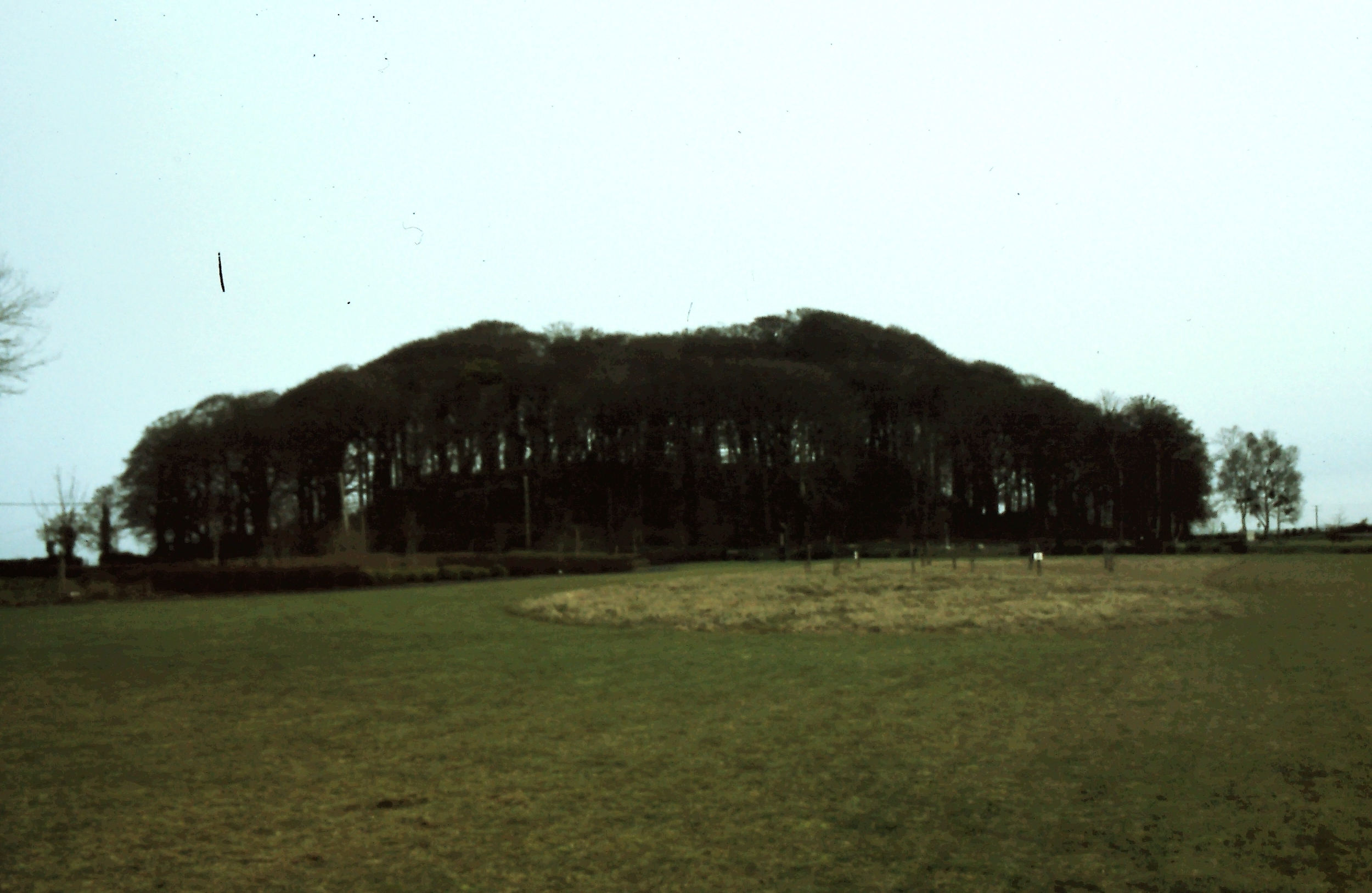
Motte von Ardscull

Die Motte von Ardscull (englisch Moat(e) of Ardscull, irisch Móta Ard Scol) liegt sieben Kilometer nordöstlich von Athy, im County Kildare in Irland. Sie ist ein National Monument.
Die Motte wurde im 13. Jahrhundert von den Normannen errichtet. Erwähnt wird sie in den historischen Quellen des Jahres 1286, als sie niederbrannte. Im 15. Jahrhundert wurde sie von den FitzGeralds ausgebaut. Der heute baumbestandene Rundhügel ist etwa 10,0 Meter hoch und von einem Graben und Wall umgeben. Auf der Nordseite sind Spuren einer Mauer vorhanden. 
In der Nähe besiegte die Armee von Robert I. von Schottland (Robert Bruce) im Jahr 1315 eine starke englische Truppe. Neben der Straße erinnert eine Plakette an den vierten Gordon-Bennett-Cup von 1903, dessen Rennstrecke an der Motte vorbeiführte. 